# Roseaplagis rufozona
Roseaplagis rufozona là một loài ốc biển có xà cừ trong vỏ. Nó là động vật thân mềm chân bụng sống ở biển trong họ Trochidae, họ ốc đụn. Loài này sinh sống ở Đảo Bắc, New Zealand.